# Cosmologia non standard
Una cosmologia non standard è un qualsiasi modello cosmologico proposto in alternativa al modello standard della cosmologia basato sul Big Bang.
Nella storia della cosmologia diversi scienziati hanno criticato la teoria del Big Bang, rifiutandone le assunzioni fondamentali o aggiungendone di nuove necessarie a sviluppare nuovi modelli teorici dell'universo. Dagli anni quaranta fino ai sessanta la comunità degli astrofisici era divisa tra sostenitori del Big Bang e sostenitori di teorie concorrenti basate sul modello dello stato stazionario. In seguito a successivi avanzamenti in campo osservativo il Big Bang divenne la teoria dominante e oggi solo pochi ricercatori attivi ne discutono la validità.
La locuzione "non standard" è applicata a ogni teoria che non si conforma al consenso scientifico. In campo cosmologico oggi il termine è usato anche per descrivere teorie che accettano un Big Bang, ma che differiscono dal modello standard per particolari leggi fisiche che avrebbero regolato l'origine e l'evoluzione dell'universo.
Tra gli esponenti della cosmologia non standard classica figurano diversi nomi del mondo scientifico principalmente del XX secolo: tra essi Fred Hoyle, Paul Dirac, Kurt Gödel, Geoffrey Burbidge, Margaret Burbidge, Halton Arp, Jayant V. Narlikar, Hannes Alfvén, Eric Lerner, Dennis Sciama, Ernst Mach, Thomas Gold, Hermann Bondi, Fritz Zwicky, Christof Wetterich, Mordehai Milgrom, Johan Masreliez.

## Ipotesi fondamentali
Prima che fossero disponibili delle osservazioni, i fisici teorici svilupparono un quadro di lavoro basato su proprietà generali accettate della fisica e su assunzioni filosofiche sull'universo. Quando Albert Einstein sviluppò la teoria della relatività generale, questa fu usata come punto di partenza per la maggior parte delle teorie cosmologiche (inclusi il modello standard della cosmologia e le teorie di universo stazionario).
Per ottenere un modello cosmologico, tuttavia, era necessario fare ipotesi sulle caratteristiche dell'universo a grandi scale. Le ipotesi sulle quali si basa il Big Bang sono:
1. L'universalità delle leggi fisiche, cioè che le leggi della fisica non cambiano in luoghi e tempi diversi.
2. Il principio cosmologico, cioè che l'universo è, almeno in prima approssimazione, omogeneo e isotropo nello spazio (ma non necessariamente nel tempo).
3. Il principio copernicano, cioè che la Terra non è un punto di osservazione privilegiato dell'universo (ossia, la Terra non si trova in un punto particolare dell'universo e quindi le osservazioni compiute da un altro pianeta dovrebbero coincidere con quelle compiute dalla Terra)

Quando questi assunti sono applicati alle equazioni di campo di Einstein portano a prevedere:
- La contrazione o l'espansione dell'universo (l'universo non può essere statico),
- L'universo si sarebbe originato da uno stato molto caldo e denso esistente in un tempo finito nel passato,
- La creazione (nucleosintesi primordiale) degli elementi leggeri,
- La presenza in tutto lo spazio di una radiazione cosmica di fondo, testimonianza di una transizione di fase che avvenne quando l'abbassamento della temperatura permise a protoni ed elettroni di formare atomi neutri e la libera diffusione dei fotoni.

Queste caratteristiche furono derivate da numerosi scienziati su un lungo periodo di anni. L'ultima caratteristica fu osservata e confermata solo intorno alla metà del ventesimo secolo.
Le cosmologie non standard si svilupparono partendo da diverse assunzioni iniziali o contraddicendo le previsioni del Big Bang.

## Storia
La moderna cosmologia, così com'è attualmente studiata, nacque come disciplina scientifica nel periodo successivo al dibattito Shapley-Curtis e alle scoperte di Edwin Hubble della scala delle distanze cosmiche, nel quale gli astronomi e i fisici si resero conto che l'universo aveva una struttura più grande di quella precedentemente ipotizzata (cioè che l'intero universo fosse costituito esclusivamente dalla Via Lattea). Gli scienziati che riuscirono a sviluppare una cosmologia che si adattasse a queste nuove strutture sono ricordati oggi come i fondatori della cosmologia e sono, tra gli altri, Edward Arthur Milne, Willem de Sitter, Alexander Friedman, Georges Lemaître e Albert Einstein.
Dopo la conferma, tramite le osservazioni, della legge di Hubble, i due modelli cosmologici dominanti nella comunità scientifica furono la teoria dello stato stazionario di Fred Hoyle, Thomas Gold e Hermann Bondi e la teoria del Big Bang di Ralph Alpher, George Gamow e Robert Dicke mentre altre teorie alternative avevano un minor numero di sostenitori. Dalla scoperta della radiazione cosmica di fondo da parte di Arno Penzias e Robert Woodrow Wilson nel 1965, la maggior parte dei cosmologi giunse alla conclusione che la teoria del Big Bang verificava meglio queste osservazioni. I sostenitori degli altri modelli cosmologici cercarono quindi di spiegare questo nuovo fenomeno, in modo che le loro teorie rimanessero verosimili. Questo portò a nuovi approcci, come l'estinzione astronomica, che cercavano di spiegare la presenza di una radiazione di fondo a microonde che permeasse il cielo senza che questa fosse causata da una transizione di fase nei primi istanti della storia dell'universo.

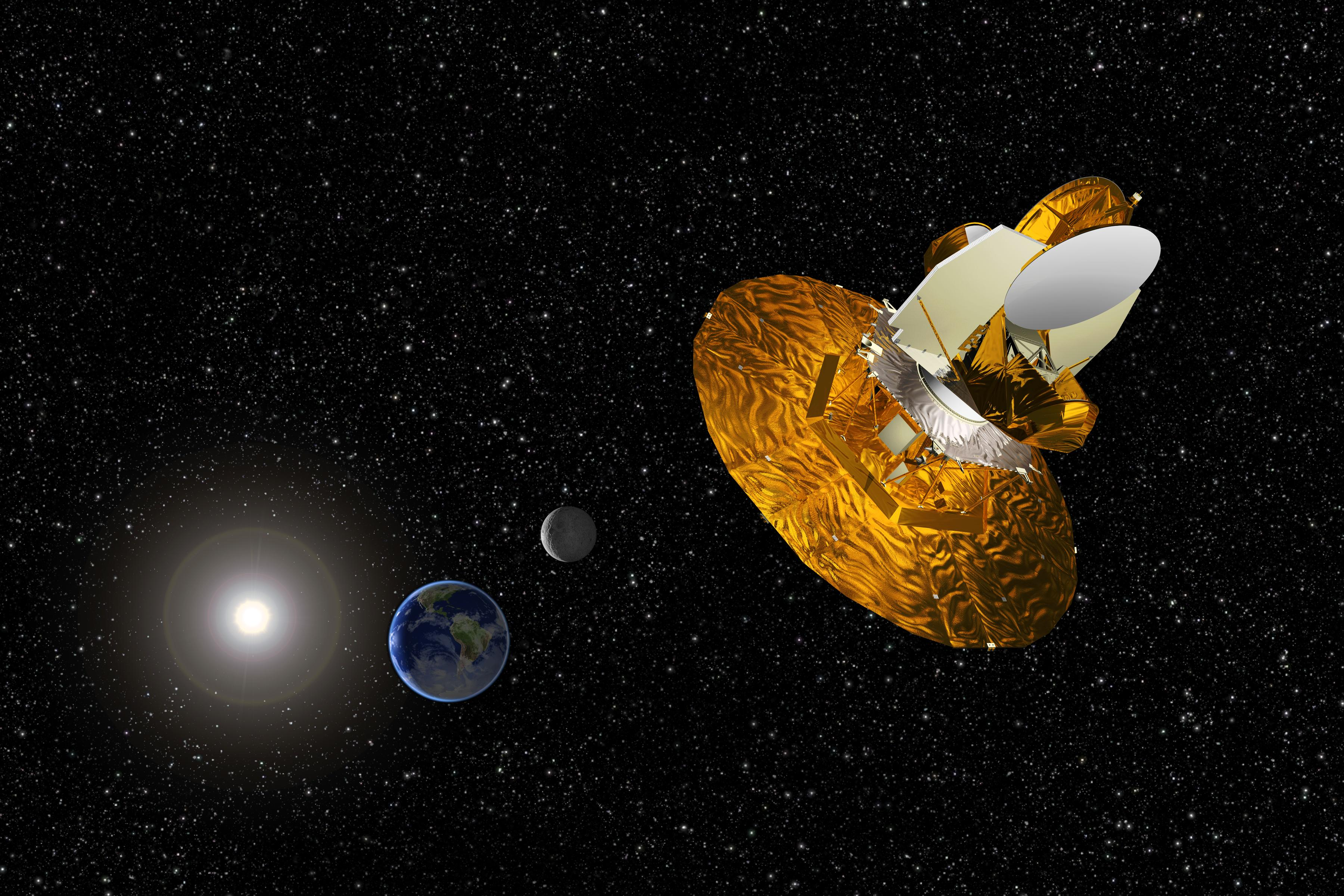
Rappresentazione artistica del satellite WMAP nel punto di Lagrange dell'orbita terrestre denominato L2. I dati raccolti da questo satellite sono stati usati con successo per parametrizzare le caratteristiche della cosmologia standard, ma non è ancora stata realizzata un'analisi completa dei dati nell'ambito di cosmologie non-standard.

Nonostante il declino nell'interesse delle cosmologie alternative a causa dell'incapacità di spiegare la radiazione cosmica di fondo, vi furono due periodi in cui esse tornarono in auge a causa di alcune osservazioni che misero in difficoltà la teoria del Big Bang: il primo accadde alla fine degli anni settanta, quando un buon numero di questioni, come il problema dell'orizzonte, il problema dell'universo piatto e quello del monopolo magnetico, non erano ancora stati risolti dalla teoria del Big Bang; queste problematiche furono risolte con l'introduzione dell'inflazione cosmica negli anni ottanta, che divenne parte della comprensione del Big Bang. Il secondo periodo avvenne nella metà degli anni novanta quando le osservazioni dell'età degli ammassi globulari e dell'abbondanza dell'elio primordiale sembravano in disaccordo con le previsioni del Big Bang. Alla fine degli anni novanta e all'inizio degli anni duemila ulteriori dati ricevuti da COBE e da WMAP erano invece consistenti con le previsioni della cosmologia standard.
Al giorno d'oggi le cosmologie alternative non sono considerate veritiere dai cosmologi, poiché le caratteristiche principali del Big Bang sono state confermate da un numero sufficientemente elevato di osservazioni. Una ben nota lettera di numerosi sostenitori della cosmologia non-standard afferma che oggi, virtualmente tutte le risorse finanziarie e sperimentali sono spese negli studi sul Big Bang...[il che] impedisce il prosieguo di un dibattito e l'impossibilità di una ricerca alternativa. Nondimeno, la comunità dei fisici e astronomi sostiene che la cosmologia non-standard non riesce a spiegare la maggior parte delle prove sperimentali come la teoria del Big Bang.
Negli anni novanta il dibattito e lo studio della cosmologia tornò in auge dopo la scoperta che l'espansione dell'universo è in accelerazione. Prima di questo si presumeva che la materia, sia nella forma barionica sia sotto forma di materia oscura, fosse l'energia dominante dell'universo. Questa struttura dovette essere cambiata dopo che si scoprì che il 70% dell'energia presente nell'universo era dovuta a una sorta di energia oscura. Questo ha portato allo sviluppo del cosiddetto modello ΛCDM, il quale è in accordo con un universo in espansione nel quale la densità varia con il tempo. Al giorno d'oggi è più facile trovare nella letteratura scientifica proposte per cosmologie non standard che accettino i principi base della cosmologia del Big Bang, anche se alcune parti possono venire modificate. Queste teorie includono modelli alternativi di energia oscura come la quintessenza, l'energia fantasma e qualche idea dei concetti del mondo-brana, modelli alternativi di materia oscura, come le teorie di MOND (acronimo di MOdified Newtonian Dynamics), alternative a o espansione del concetto di inflazione, come l'inflazione caotica e il modello ekpirotico e proposte per l'introduzione di condizioni primarie dell'universo come la condizione al contorno di Hartle-Hawking, il modello ciclico e il string landscape. Al momento non c'è consenso tra i cosmologi riguardo a queste ipotesi, che rimangono tuttora dei campi attivi per la ricerca.

## Cosmologie non standard
Le cosmologie non standard possono essere raggruppate a seconda delle ipotesi o degli aspetti dell'universo del Big Bang con cui sono in contraddizione.

### Cosmologie metriche alternative
La Metrica di Friedmann - Lemaître - Robertson - Walker, necessaria per le teorie del Big Bang e per la teoria dello stato stazionario, è emersa nel decennio successivo allo sviluppo della relatività generale di Einstein ed è stato accettata come modello per l'universo dopo la scoperta di Hubble dell'omonima legge. All'inizio non era chiaro come trovare una "soluzione dell'universo" alle equazioni di Einstein che permettesse un universo infinito, senza fine e immutabile (per ragioni filosofiche gli scienziati del tempo ipotizzavano che l'universo dovesse avere tali caratteristiche). Anche dopo lo sviluppo delle teorie dell'universo in espansione, quando si cercava un'alternativa alla relatività generale, ci si impegnava in questo esercizio. Qualsiasi teoria alternativa alla gravità implica una teoria cosmologica alternativa, in quanto il modello accettato dipende dalla relatività generale come quadro di riferimento. Ne fanno parte alcuni modelli basati su scenari gravitazionali alternativi, come i primi tentativi di ricavare soluzioni cosmologiche dalla relatività.

#### Cosmologia newtoniana
Anche se non seriamente sostenuta da nessuno dopo lo sviluppo della relatività di Einstein, la Legge di gravitazione universale di Isaac Newton può essere utilizzata per modellare l'universo e per ricavare non rigorosamente le equazioni di Friedmann utilizzate nell'universo del Big Bang. Questa cosmologia non standard è per lo più utilizzata come un esercizio elementare per studenti di astronomia e fisica, e non rappresenta una seria proposta alternativa, anche se la gravità newtoniana è considerata parte importante della teoria dell'universo oscillante, che tuttavia è basata sul modello di Einstein.

#### Universi di Lorentz
Prima dello sviluppo completo della relatività generale, Arthur Milne aveva offerto una cosmologia basata sulle trasformazioni di Lorentz, avendo queste la peculiarità di essere applicabili a un universo di qualsiasi dimensione. Si basava sul rifiuto della curvatura dello spazio, contraddicendo così le ipotesi della relatività generale sulla forma dell'universo a causa della massa in esso contenuta. L'universo di Milne è ancora oggi utilizzato come modello di un ipotetico "universo vuoto".

#### Cosmologie basate sulla prima relatività generale
Prima che l'attuale modello cosmologico di relatività generale fosse sviluppato, Albert Einstein aveva proposto un modo per rendere stabile dinamicamente uno scenario cosmologico che sarebbe inevitabilmente collassato a causa dell'attrazione gravitazionale della materia costituente l'universo. Quest'ultimo avrebbe così bisogno di una fonte di "anti-gravità" per bilanciare l'attrazione reciproca, una quantità scalare nelle equazioni di Einstein che sarebbe divenuta nota come la costante cosmologica. Il primo tentativo di Einstein di creare un modello si basava su una costante cosmologica finemente regolata per bilanciare esattamente la curvatura della materia e fornire un quadro di riferimento per una metrica di spazio-tempo infinito e immutabile nel quale gli oggetti dell'universo sono incorporati. Tale modello sembra essere lo stesso di un caso speciale del modello cosmologico attuale, dove il fattore scala cosmica è immutabile e la densità vista nelle equazioni di Friedman è equamente divisa tra la costante cosmologica e la materia.
Willem de Sitter avrebbe poi generalizzato il potenziale modello scalare di Einstein in un modello di universo che si espande esponenzialmente. Perciò, mentre la teoria del Big Bang prendeva il via, de Sitter fu a torto accreditato di aver inventato l'espansione metrica dello spazio: fu in realtà il lavoro di Alexander Friedman e di Georges Lemaître a fissare la metrica diventata poi la cosmologia più accettata. Tuttavia, il modello de Sitter appare oggi in due posti: nella discussione sull'inflazione cosmica e in quella sugli universi dominati dall'energia oscura.

#### Universo di Mach
Ernst Mach sviluppò una specie di estensione della relatività generale, in cui l'inerzia è dovuta agli effetti gravitazionali della distribuzione della massa dell'universo. Questa proposta ha portato in modo naturale a speculazioni di carattere cosmologico. Carl Brans e Robert Dicke riuscirono ad integrare con successo il principio di Mach in relatività generale, principio che ammetteva soluzioni cosmologiche implicanti una massa variabile. La massa dell'universo, omogeneamente distribuita,  si tradurrebbe grossomodo in un campo scalare che permea l'universo e alimenta la costante gravitazionale di Newton, con la creazione di una teoria della gravità quantistica.

#### Universo di Gödel
In parte come contro-esempio al principio di Mach, Kurt Gödel trovò una soluzione alle equazioni di campo di Einstein descrivendo un universo con momento angolare diverso da zero, alternativo alla metrica di Friedmann - Lemaître - Robertson - Walker, più in accordo con le osservazioni e utilizzata nel modello standard della cosmologia. Questa cosmologia conteneva curve spaziotemporali chiuse di tipo tempo: in un universo di questo tipo, un segnale o un oggetto innescato da un evento potrebbe tornare allo stesso evento. Einstein non era soddisfatto per le implicazioni che ciò comportava e abbandonò la speranza di integrare il Principio di Mach nella relatività generale. A causa di questo effetto, gli astronomi possono, in linea di principio, mettere dei limiti alla velocità di rotazione dell'universo, oggi ritenuta così vicina a zero da non presumere implicazioni cosmologiche. Nell'universo di Einstein lo spaziotempo è un continuum quadridimensionale incurvato dalla materia; in quello di Gödel esso ruota su sé stesso e il tempo diviene ciclico, la tendenza al collasso gravitazionale non è compensata da una costante cosmologica ma dalla forza centrifuga dovuta alla rotazione. Si tratta di universo chiuso, finito e rotante che compie una rivoluzione tornando su se stesso ogni settanta miliardi di anni, in cui un ipotetico viaggiatore spaziale che si muova alla velocità della luce potrebbe compiere viaggi nel tempo in accordo con la relatività generale. Questo "eterno ritorno" ha ispirato diverse teorie come quelle di Frank Tipler. Il modello di Gödel è considerato non standard perché non accetta e non descrive la recessione delle galassie della legge di Hubble.

#### MOND
La dinamica newtoniana modificata (MOND) è una proposta relativamente moderna per spiegare la problematica della rotazione delle galassie basata su una variazione della seconda legge di Newton della dinamica a basse accelerazioni: questa modifica produrrebbe una variazione su larga scala della legge di gravitazione universale di Newton, implicando di conseguenza anche una modifica della cosmologia relativistica generale - in quanto la cosmologia newtoniana è il limite della cosmologia di Friedman. Mentre quasi tutti gli astrofisici oggi rifiutano MOND a favore della materia oscura, un piccolo numero di ricercatori continuano a darle valore, incorporando di recente le teorie Brans-Dicke nel tentativo di tener conto di alcune osservazioni cosmologiche.

#### Teves
La gravità tensoriale-vettoriale-scalare (Teves) è una teoria relativistica proposta, equivalente alla dinamica newtoniana modificata (MOND) nel limite non-relativistico, che pretende di spiegare il problema della rotazione delle galassie senza invocare la materia oscura. Originato da Jacob Bekenstein, nel 2004, esso incorpora vari campi tensoriali, campi vettoriali e campi scalari, sia dinamici che non dinamici.
L'importante passo avanti di Teves oltre MOND è che può spiegare il fenomeno delle lenti gravitazionali, un'illusione ottica cosmica più volte confermata nella quale la materia piega la luce. Una recente scoperta preliminare è che può spiegare la formazione delle strutture senza CDM, ma con la presenza di un massiccio neutrino di ~2eV. Tuttavia, altri autori (vedi Slosar, Melchiorri e Silk ) sostengono che Teves non può spiegare, allo stesso tempo, le anisotropie della radiazione cosmica di fondo e la formazione delle strutture, escludendo così i modelli più importanti.

### Teorie dell'universo statico
L'universo statico originale teorizza che lo spazio non è né in espansione né in contrazione, ma è dinamicamente stabile. Albert Einstein propose un modello simile nella sua cosmologia aggiungendo una costante cosmologica alle sue equazioni della relatività generale per ribattere i dinamici effetti della gravità che nell'universo di De Sitter causerebbero il collasso. Dopo la scoperta di Edwin Hubble che vi è una relazione tra lo spostamento verso il rosso e la distanza, Einstein dichiarò che la sua teoria fu il suo "più grande errore".
Dopo le osservazioni di Hubble, Fritz Zwicky ipotizzò che un universo statico dovrebbe essere possibile se esistesse una spiegazione alternativa al redshift regolata da un meccanismo che causerebbe alla luce una perdita di energia durante il viaggio nello spazio, un concetto che sarebbe poi conosciuto con il nome di "luce stanca". Successivamente le osservazioni cosmologiche hanno dimostrato che un modello simile non è possibile, dunque la maggior parte degli astrofisici affermano che l'ipotesi dell'universo statico non è da prendere in considerazione.
Esso tuttavia non esclude il modello standard della cosmologia e il Big Bang ma postula che espansione e gravità siano in equilibrio, cosa che le ultime scoperte sembrano non confermare, anche se non c'è certezza assoluta mancando sufficienti dati sulla natura dell'energia oscura.

### Teoria dello stato stazionario e dello stato quasi stazionario
La teoria dello stato stazionario fu proposta nel 1948 da Fred Hoyle, Thomas Gold, Hermann Bondi e altri, come alternativa alla teoria del Big Bang. Essa modificava l'ipotesi di omogeneità del principio cosmologico per introdurla nel tempo e nello spazio. Questo "principio cosmologico perfetto", come sarebbe stato chiamato, prevedeva un universo in espansione, senza però modificare la sua densità. Per ottenere questo risultato, la cosmologia dello stato stazionario ha dovuto postulare un "campo creazione-materia " (il cosiddetto campo-C) che immette materia nell'universo allo scopo di mantenere una densità costante.
L'idea fu quasi subito attaccata dai sostenitori del Big Bang che descrissero il campo-C come contraddittorio con una coerente comprensione della fisica. Hoyle, uno dei sostenitori più accesi del modello di stato stazionario, e un materialista impegnato, riteneva che il vecchio modello rivale fosse una forzatura in quanto violava i principi filosofici fondamentali sulla natura infinita dell'esistenza. Hoyle ammoniva esplicitamente che il Big Bang veniva sostenuto come un dogma “causa prima” in linea con la teologia occidentale piuttosto che con la scienza. Per attaccare questa relazione, Hoyle diede il via a una campagna pubblica per screditare e liquidare la teoria del Big Bang, coniando appunto il termine "Big Bang", che rimane ancora oggi legato alla teoria cosmologica standard, anche se la qualità descrittiva del nome è stata duramente criticata come fuorviante.
Il dibattito tra il Big Bang e i modelli dello stato stazionario sarebbe durato per 15 anni, con campi quasi equamente divisi, fino alla scoperta della radiazione cosmica di fondo a microonde (CMB). Questa radiazione è una caratteristica naturale del modello del Big Bang che richiede un "tempo di ultima dispersione", nel quale i fotoni si disaccoppiano dalla materia barionica. Il modello dello stato stazionario propose che questa radiazione potesse essere considerata la cosiddetta estinzione interstellare, che era uno sottofondo causato in parte dal paradosso di Olbers in un universo infinito. Al fine di spiegare l'uniformità dello sfondo, i fautori dello stato stazionario postularono un effetto nebbia associata a microscopiche particelle di ferro che disperderebbero le onde radio in modo tale da produrre un CMB isotropo. I fenomeni proposti furono battezzati in modo bizzarro "baffi di ferro cosmico" e servivano da meccanismo di termalizzazione. La teoria dello stato stazionario non ha avuto il problema dell'orizzonte del Big Bang, perché ha assunto una quantità infinita di tempo a disposizione per termalizzare lo sfondo.
Man mano che i dati cosmologici venivano raccolti, i cosmologi cominciarono a rendersi conto che il Big Bang aveva correttamente previsto l'abbondanza di elementi leggeri osservata nel cosmo. Ciò che nel modello di stato stazionario era una proporzione casuale tra idrogeno da una parte e deuterio e elio dall'altra, in quello del Big Bang rappresentava una caratteristica. Inoltre, all'inizio degli anni 1990 misurazioni precise del CMB indicarono che in natura lo spettro elettromagnetico del fondo era più vicino a un corpo nero che qualsiasi altra fonte in natura. I migliori modelli di estinzione interstellare potevano prevedere che fosse una termalizzazione a livello del 10% mentre il satellite COBE misurò la deviazione a livello di una parte su 105 . Dopo questa scoperta sensazionale, la maggior parte dei cosmologi si convinse che la teoria dello stato stazionario non poteva spiegare le osservazioni cosmologiche così come faceva il Big Bang. Da quel momento, osservazioni dettagliate della sonda spaziale per l'anisotropia delle microonde (WMAP) hanno isolato un modello Lambda-CDM che mette in relazione le anisotropie della radiazione cosmica di fondo con le caratteristiche dell'universo come la struttura cosmica su larga scala, la natura dettagliata della legge di Hubble, e anche bizzarre caratteristiche come l'inflazione, l'energia oscura e la materia oscura fredda.
Sebbene il modello originale dello stato stazionario sia ormai considerato in contrasto con le osservazioni anche da parte dei suoi sostenitori di un tempo, è stato proposta una modifica che prevede l'universo come originato da molti piccoli bang piuttosto che da un big bang. Si suppone che l'Universo passi attraverso periodiche fasi di espansione e di contrazione, con un morbido "rimbalzo" al posto del Big Bang. Così il redshift si spiega con il fatto che l'Universo sia attualmente in una fase di espansione. Una manciata di altri teorici dello stato stazionario (il più famoso Jayant V. Narlikar) continuano a sostenere che il medium intergalattico contenga baffi di ferro cosmico. Tuttavia, non c'è ancora alcuna prova di tipo osservativo a corroborare l'esistenza di queste particelle di ferro.
Per il modello alternativo di Halton Arp vedere teoria del redshift intrinseco e modello di Arp

### Proposte basate su scetticismo osservazionale
Non appena la cosmologia osservativa cominciò a svilupparsi, alcuni astronomi cominciarono ad offrire speculazioni alternative riguardo all'interpretazione di vari fenomeni, che in qualche caso sarebbero diventate parte di cosmologie non-standard.

#### Luce stanca
L'effetto luce stanca venne proposto da Fritz Zwicky nel 1929 come possibile spiegazione alternativa per il redshift cosmologico rilevato. La proposta di base lo attribuiva ad energia di luce persa ("stanca") a causa della distanza percorsa piuttosto che ad espansione metrica o a recessione fisica delle fonti dagli osservatori. Una spiegazione tradizionale di questo effetto è stata quella di attribuire un attrito dinamico ai fotoni; le interazioni gravitazionali dei fotoni con le stelle e con altra materia riducono progressivamente il loro momento, producendo così uno redshift. Tra le proposte che spiegavano come i fotoni potevano perdere energia, c'era la dispersione della luce da parte di materiale in un processo simile a quello osservato dell'arrossamento interstellare. Tuttavia, tutti questi processi tenderebbero ad offuscare anche le immagini di oggetti lontani, anche se simili sfocature non sono state rilevate, inoltre è stato dimostrato che l'attrito dinamico è del tutto trascurabile per particelle che si muovono a velocità relativistiche.
La luce stanca tradizionale è stata ritenuta incompatibile con la rilevata dilatazione del tempo in associazione con il redshift cosmologico. In discussioni di astronomia o cosmologia, questa idea è per lo più ricordata come una falsa spiegazione della legge di Hubble.
In anni recenti, modelli di luce stanca, come quello chiamato "Scale Expanding Cosmos" (SEC), noto anche come Expanding Spacetime Theory (EST), sviluppato dal fisico svedese-americano Johan Masreliez dal 2005, sono stati sviluppati o riproposti, anche sulla base di osservazioni del telescopio spaziale James Webb nel 2023 ("Covarying Coupling Constants + Tired Light" di Rajendra Gupta), ma non godono del consenso della maggioranza dei fisici teorici.
Modello CCC+TL
Il modello CCC+TL (cioè Covarying Coupling Constants + Tired Light, "costante di accoppiamento covariante e luce stanca") è modello alternativo di luce stanca, proposto al posto del modello standard (detto modello Lambda-CDM, cioè "modello a costante cosmologica e materia oscura fredda"). Secondo esso l'universo avrebbe quasi il doppio dell'età calcolata attualmente (13,7 miliardi di anni, quindi 26,7 miliardi circa), ed è stato proposto in via teorica sulla base di osservazioni effettuate dal telescopio spaziale James Webb nel 2023, che mostrano oggetti apparentemente troppo massicci e antichi per essersi formati circa 13 miliardi di anni fa. L'autore della teoria è il fisico indiano dell'Università di Ottawa Rajendra Gupta, che l'ha esposta sulle pubblicazioni della Royal Astronomical Society. La sigla CCC non va confusa con l'omonima sigla che indica la cosmologia ciclica conforme, il modello cosmologico ciclico di Roger Penrose.
Nel modello CCC+TL la costante di Planck, la costante gravitazionale e la velocità della luce sono considerate variabili nel tempo. Il principale problema del modello di luce stanca, compreso questo, pur in accordo con le osservazioni di Webb, è che non prevede la radiazione cosmica di fondo o ne altera le caratteristiche, oltre a modificare profondamente le costanti fisiche del modello condiviso, e avendo alcune falle teoriche e osservative già evidenziate nelle teorie di Zwicky. Gupta risolve matematicamente il problema della radiazione cosmica e delle costanti applicando una correzione basata su una teoria di Paul Dirac, l'evoluzione delle costanti di disaccoppiamento; questa soluzione matematica è chiamata costanti di disaccoppiamento variabili. Lo spostamento verso il rosso delle galassie e stelle primordiali sarebbe quindi un ibrido tra fenomeno cosmologico, dovuto a effetto Doppler, causato dalla recessione delle galassie come nella legge di Hubble (per effetto dell'espansione metrica dello spazio), combinato con alcuni redshift anomali in certi quasar e specialmente con il fenomeno della luce stanca per la perdita dei fotoni, per cui, inflazione cosmica a parte, l'universo sarebbe molto più vecchio pur apparendo più giovane nel modello standard. Come i precedenti modelli di luce stanca, non gode di un ampio consenso scientifico, e la maggioranza dei fisici teorici ritengono che le discrepanze siano causate da errori di calibrazione di Webb, per cui le galassie sarebbero molto antiche (come la cosiddetta "stella Matusalemme") ma compatibili con l'età stimata dell'universo secondo il modello Lambda-CDM.

#### Ipotesi dei grandi numeri di Dirac
L'ipotesi dei grandi numeri di Dirac, proposta da Paul Dirac, utilizza il rapporto tra le dimensioni dell'universo visibile e il raggio della particella quantistica estrapolandone "grandi numeri" per predire l'età dell'universo, la velocità della luce, la massa dell'elettrone, la costante di gravitazione universale di Newton e la massa del protone. La coincidenza di più rapporti vicini come ordine di grandezza può rivelarsi priva di significato oppure indicare un legame più profondo tra concetti in una futura teoria del tutto. Tuttavia, i tentativi di utilizzare queste idee sono stati criticati come numerologia.

#### Periodicità del redshift e redshift intrinseci
Una minoranza di astrofisici non è convinta che il redshift cosmologico sia associato a un'espansione cosmologica universale. Scetticismo a spiegazioni e alternative cominciarono a comparire nella letteratura scientifica negli anni 1960. In particolare, gli astrofisici Geoffrey Burbidge, William Tifft e Halton Arp proposero la presenza di incongruenze nelle osservazioni del redshift di galassie e quasar. I primi due erano famosi per aver suggerito che c'era periodicità nella distribuzione del redshift di galassie e quasar. Rigorose analisi statistiche sul rilevamento del redshift sembrano oggi indicare che non vi è più alcuna periodicità che possa essere spiegata con l'universo osservabile. Arp presentò un proprio modello di stato stazionario, pur sostenendo principalmente l'universo statico. Questi modelli sono chiamati di redshift periodico o redshift intrinseco.
Durante le polemiche sui quasar negli anni 1970, questi stessi astronomi erano anche del parere che i quasar mostravano un alto redshift non a causa della loro enorme distanza, ma piuttosto per inspiegabili meccanismi di redshift intrinseco che causerebbero la periodicità gettando dubbi sul Big Bang. Argomenti su quanto lontano fossero i quasar presero forma di dibattiti sui meccanismi di produzione di energia dei quasar, sulle loro curve di luce, e su un eventuale moto proprio dei quasar. Gli astronomi che credevano che i quasar non fossero a distanze cosmologiche sostenevano che il limite di Eddington poneva un confine alla distanza a cui i quasar potevano trovarsi, dato che la produzione di energia necessaria per spiegare l'apparente luminosità dei quasar cosmologicamente lontani era troppo elevata per essere spiegabile soltanto con la fusione nucleare. Questa obiezione era resa controversa dai migliorati modelli di dischi di accrescimento alimentati con la gravità che, per materiale sufficientemente denso (come i buchi neri), possono essere più efficienti nella produzione di energia delle reazioni nucleari. La controversia è terminata negli anni 1990 quando sono emerse prove che indicavano che i quasar erano in realtà ultra-luminosi e lontani nuclei galattici attivi (AGN, active galactic nuclei) e che i componenti principali del loro redshift sono di fatto dovuti alla legge di Hubble.
Halton Arp e pochi altri continuarono a sostenere che, nelle osservazioni - fatte da Arp stesso - di quasar e galassie ci sono anomalie che servono a confutare il Big Bang. Arp ha messo in correlazione i quasar e gli AGN relativamente vicini, sostenendo che gruppi di quasar sono stati osservati in allineamento attorno agli AGN. Arp era convinto che i quasar, quando si evolvono in galassie, danno origine ad oggetti con intenso redshift che vengono espulsi dai nuclei di galassie attive e perdono gradualmente la loro componente di redshift non-cosmologico. Ciò è in netta contraddizione con i modelli accettati di formazione delle galassie.
Il problema più grande con l'analisi di Arp è che oggi ci sono decine di migliaia di quasar con redshift riconosciuto scoperti da vari rilevamenti celesti. La stragrande maggioranza di questi quasar non sono correlati in alcun modo con i vicini AGN. Infatti, con il miglioramento delle tecniche di osservazione, un certo numero di galassie ospiti sono state osservate nei pressi di quasar, il che indica che quei quasar sono realmente almeno a distanze cosmologiche e non sono il genere di oggetti che Arp propone. L'analisi di Arp, secondo la maggior parte degli scienziati, risente dall'essere basata statisticamente su piccoli numeri e di cercare coincidenze particolari e strane associazioni. In un universo vasto come il nostro, se ci si guarda attorno a sufficienza, le peculiarità e le stranezze sono destinate a manifestarsi. Campioni di fonti imparziali, tratti da numerosi indagini sulle galassie non mostrano alcuna delle 'irregolarità' proposte, né esistono correlazioni statisticamente significative.
Inoltre, non è chiaro quale meccanismo dovrebbe essere responsabile dei redshift intrinseci o della loro graduale dissipazione nel tempo. Pure non è chiaro come quasar vicini possono spiegare alcune caratteristiche dello spettro dei quasar che il modello standard spiega facilmente. Nella cosmologia standard, le nubi di idrogeno neutro tra il quasar e la terra creano le righe di assorbimento Lyman alfa con redshift diversi fino a quello del quasar stesso; questa funzione è chiamata la foresta Lyman-alfa. Inoltre, nei quasar più lontani si può osservare l'assorbimento di idrogeno neutro che non è ancora stato reionizzato, in una caratteristica nota come l'effetto Gunn-Peterson. Molti cosmologi vedono questo lavoro teorico mancante come una ragione sufficiente a spiegare le osservazioni come casuali o errate.
Halton Arp ha proposto una spiegazione per le sue osservazioni come "ipotesi di massa variabile" secondo il Principio di Mach. La teoria della massa variabile invoca la continua creazione di materia dai nuclei galattici attivi, che la classifica tra le teorie dello stato stazionario.
Arp sostenne che la variabilità dei quasar fosse la prova del carattere non cosmologico del redshift ma dell'età degli oggetti e le loro caratteristiche intrinseche; propose una spiegazione per le sue osservazioni come "ipotesi di massa variabile" secondo il Principio di Mach. La teoria della massa variabile invoca la continua creazione di materia dai nuclei galattici attivi, che la classifica tra le teorie dello stato stazionario.
Arp spiegò il redshift con la teoria della relatività generale di Albert Einstein e la teoria di Jayant Narlikar del 1977 (teoria della massa variabile e della gravità conforme); il redshift intrinseco, visibile secondo lui in oggetti con diverso redshift ma che dovrebbero avere lo stesso livello, se fossero in recessione e allontanamento - essendo alla stessa distanza - poteva essere determinato da diversi fattori:
- l'età degli oggetti e le loro proprietà intrinseche (il principale argomento): in particolare la massa delle particelle (e per estensione dei corpi che di particelle sono formati) aumenterebbe progressivamente nel tempo. Se ne deduce che una delle innumerevoli cause del redshift sarebbe quindi l'età delle particelle.
- Arp cita anche la teoria della quantizzazione del redshift come spiegazione del redshift delle galassie e quella del redshift periodico
- la teoria della luce stanca di Zwicky
- l'azione di buchi neri e altri oggetti
- la temperatura (come nelle giganti rosse)
- caratteristiche derivate dalla creazione di materia[20]

Nei pressi dei quasar spesso si trovano in effetti buchi neri molto antichi, risalenti quasi al Big Bang (una teoria è che vi fossero diversi mini-buchi neri o un buco nero primordiale); nel 2015 sono stati scoperti quasar con relative galassie attive la cui luminosità diminuisce per caratteristiche intrinseche a causa dei buchi neri supermassicci, invece che per redshift dovuto ad allontanamento. Alcuni sono diventati inattivi in soli 10 anni.
Tra i sostenitori successivi delle tesi di Arp vi sono anche l'astrofilo italiano Alberto Bolognesi, il fisico inglese Mike McCulloch e l'astrofisico e filosofo spagnolo Martin Lopez-Corredoira.
Il fisico teorico tedesco Christof Wetterich dell'Università di Heidelberg, uno dei primi ipotizzatori dell'energia oscura, ha di recente invece ripreso, nell'ambito sulle discussioni sulla difficoltà di postulare la singolarità gravitazionale, la teoria di Narlikar - che tuttora sostiene lo stato stazionario - basata su quella di Einstein e sostenuta a lungo da Arp (specialmente nel testo del 1998 intitolato Seeing red), del redshift intrinseco dovuto all'età delle particelle; egli ha proposto un modello fisico alternativo secondo il quale si potrebbe fare a meno dell'ipotesi dell'espansione cosmica, pur non aderendo alla teoria della creazione continua (egli sostiene una sorta di "Big Bang freddo"). Il redshift non sarebbe prodotto da un loro allontanamento ma da un aumento della massa delle particelle elementari nel corso di miliardi di anni, senza che in effetti aumenti la materia, quindi sarebbe intrinseco. L'universo, come nella teoria di Hoyle e Arp, aumenta ma non si espande. Il problema è la scarsa verificabilità di tale tesi, in quanto non aumenta solo la massa delle particelle ma anche quella degli strumenti di misurazione e di ciò che venga usato come paragone.

#### Cosmologia frattale
Alcuni ricercatori suggerirono modelli cosmologici in cui la distribuzione della materia nell'universo non è omogenea e segue una legge frattale; uno di questi modelli fu proposto dall'astronomo franco-statunitense Gérard de Vaucouleurs agli inizi degli anni settanta, ma ormai superato. Questo modello prevedeva che un osservatore si trovasse ad una certa distanza da una regione con più alta densità, ad una distanza maggiore da una regione con densità ancora maggiore, e via di seguito.

### La cosmologia del plasma
L'universo del plasma o universo elettrico è un modello cosmologico proposto dal premio Nobel per la fisica Hannes Alfvén, la cui caratteristica principale è l'affermazione che, nella struttura su larga scala dell'universo, i fenomeni di natura elettromagnetica giocano un ruolo altrettanto importante di quello della gravitazione. Utilizzando la simmetria materia -antimateria come punto di partenza, Alfvén ha suggerito che, dal fatto che la maggior parte dell'universo locale è composto da materia e non da antimateria, potrebbero esserci grosse bolle di materia e antimateria che globalmente si bilanciano (in ciò che egli definiva un "ambiplasma"). Le difficoltà di questo modello furono ben presto evidenti. L'annichilazione materia-antimateria emerge nella produzione di fotoni ad alta energia che tuttavia non sono stati rilevati. Il Big Bang è solo uno dei momenti di creazione dovuto a uno di questi scontri. Tuttavia, le poche conferme empiriche e la vicinanza alle pseudoscienze di alcuni sostenitori hanno reso poco considerata la proposta.
Come la teoria dello stato stazionario, la cosmologia del plasma implica un Forte Principio Cosmologico, che presuppone che l'universo sia isotropo nel tempo e nello spazio. Si presume esplicitamente che la materia sia sempre esistita, o almeno che si sia formata in un periodo così lontano nel passato da essere per sempre al di là dei metodi empirici di indagine dell'umanità.
Mentre la cosmologia del plasma non ha mai avuto il sostegno della maggior parte degli astronomi o fisici, un piccolo numero di ricercatori del plasma hanno continuato a promuovere e sviluppare l'approccio, e a pubblicare “Transactions on Plasma Science” in numeri speciali del Institute of Electrical and Electronics Engineers IEEE. Pochi documenti sulla cosmologia del plasma sono stati pubblicati su riviste importanti fino agli anni 1990. Inoltre, nel 1991, Eric J. Lerner., un ricercatore indipendente in fisica del plasma e fusione nucleare, ha scritto un libro divulgativo di supporto alla cosmologia del plasma dal titolo Il Big Bang non c'è mai stato. A quel tempo c'era un rinnovato interesse per l'argomento all'interno della comunità cosmologica così come per altre cosmologie non standard. Ciò era dovuto ai risultati anomali segnalati nel 1987 da Andrew Lange e Paul Richardson della UC Berkeley e Toshio Matsumoto della Nagoya University che indicavano come la radiazione cosmica di fondo potesse non avere uno spettro di corpo nero.

### Cosmologie solo parzialmente non standard
Si tratta di cosmologie che accettano il modello standard e il Big Bang, ma modificandone l'interpretazione.

#### Modelli ciclici

##### L'universo che rimbalza
Il Big Bounce, ripresa della teoria dell'universo oscillante è una cosmologia standard, poiché accetta la teoria degli infiniti Big Bang. Esiste però una versione che rifiuta il Big Bang e la singolarità, elaborando una matematica di sintesi tra la quantistica, la gravità e la relatività. Questo modello è stato proposto da Martin Bojowald e, indipendentemente anche da Parampreet Singh, ricercatore del Perimeter Institute di Waterloo (Ontario) in Canada, il quale, pur accettando il modello standard, afferma esplicitamente che il Big Bang - come comunemente inteso - non è mai avvenuto.

##### Modello ciclico conforme
La cosmologia ciclica conforme (in inglese Conformal Cyclic Cosmology, abbreviato CCC) è un modello cosmologico di universo ciclico, proposto dal 2001 in poi dal matematico e fisico teorico Roger Penrose e dal collega Vahe Gurzadyan, che postula che la fine dell'universo sia l'inizio di uno nuovo, dato che la bassa entropia successiva alla morte termica dell'Universo (il momento in cui invece l'entropia è massima) sarebbe la stessa che c'era prima del Big Bang, a causa dell'evaporazione dei buchi neri. In quanto priva delle grandezze fisiche di spazio e di tempo, tale condizione, simile alle condizioni della lunghezza di Planck, genererebbe un nuovo Big Bang per fluttuazione e grazie alla spinta dell'accelerazione, nel quadro di un universo ciclico, infinito nel tempo ma non nello spazio. Questo modello è una variante e un superamento dell'universo ciclico classico, ma anche della teoria dello stato stazionario e dell'universo statico, ed è basato principalmente su una nuova interpretazione della relatività generale.
(Roger Penrose)
Il modello accetta l'espansione dell'universo fino al dissolvimento completo della materia e all'assorbimento della luce da parte dei buchi neri, postulando che a quel punto ciò che rimarebbe sarebbe del tutto simile alla condizione dell'iniziale singolarità gravitazionale. Nella CCC l'universo attraversa cicli infiniti (chiamati "eoni"), con ogni futuro infinito intervallo di spaziotempo che si presenta come ripetizione di ogni precedente iterazione, ed è identificato con la singolarità gravitazionale del Big Bang. La CCC si pone come un'alternativa alle più diffuse teorie cosmologiche. Penrose afferma che una prova del suo modello sarebbe contenuta nella radiazione di fondo e nelle onde scoperte in essa, che sarebbero i residui materiali degli universi precedenti (i cosmologi solitamente attribuiscono a fluttuazioni quantistiche espanse dall'inflazione, quindi alle onde gravitazionali, tali cerchi concentrici).

#### Cosmologia dal potenziale quantistico

Nella cosmologia quantistica di Ali e Das lo spaziotempo, proprio come nella teoria dello stato stazionario, è in espansione ma non esiste singolarità e inizio, grazie al superamento della relatività generale nella proposta di gravità quantistica basata sulle equazioni di Bohm. Il Big Bang rappresenta solo l'inizio della fase inflazionaria.

La cosmologia del potenziale quantistico o cosmologia dal potenziale quantistico ("cosmology from quantum potential"), presentata nel 2014-15, è simile al risultato postulato dallo stato stazionario e dalla cosmologia del plasma, ossia un universo in espansione e sviluppo però in relativo equilibrio, ma fa uso sia della meccanica quantistica che della relatività generale. Secondo Ahmed Farag Ali e Saurya Das, che hanno rielaborato vecchie teorie di David Bohm fondendo la relatività generale con la cosmologia quantistica e la gravità quantistica (una versione quantistica delle equazioni di Friedmann), l'universo è costituito da una sorta di “fluido quantistico”, composto da gravitoni, le ipotetiche particelle elementari prive di massa che hanno la funzione di trasmettere la forza di gravità.
In questo modello non esistono la singolarità gravitazionale né la materia oscura o l'energia oscura (proponendo una diversa spiegazione dell'accelerazione), che vengono esclusi dai calcoli matematici della relatività generale (la quale fallisce nel spiegare postulando una gravità infinita e non è stata unificata ancora con la meccanica quantistica in una teoria del tutto), rendendo l'universo a una dimensione finita, con un'età infinita.
Das e un altro collaboratore, Rajat Bhaduri di McMaster University del Canada, hanno inoltre mostrato che i gravitoni possono formare un condensato di Bose-Einstein (uno stato della materia, che si ottiene quando si porta un insieme di bosoni a temperature estremamente vicine allo zero assoluto, cioè 0 K, corrispondente a -273,15 °C; in queste condizioni di grande raffreddamento, una frazione non trascurabile delle particelle si porta nello stato quantistico di più bassa energia e gli effetti quantistici - come il principio di indeterminazione di Heisenberg e le fluttuazioni quantistiche - si manifestano su scala macroscopica) a temperature che erano presenti nell'universo in tutte le epoche. Tale condensato sarebbe la fase finale dell'attuale periodo dell'universo.

## Obiezioni della nucleosintesi alle cosmologie non standard
Uno dei maggiori successi della teoria del Big Bang è stato quello di fornire una previsione che corrisponde alle osservazioni di abbondanza di elementi leggeri nell'universo. Insieme con la spiegazione fornita per la legge di Hubble e per la radiazione cosmica di fondo, questa osservazione si è rivelata molto difficile da spiegare da parte delle teorie alternative.
Teorie che affermano che l'universo ha un'età infinita, tra cui alcune delle teorie sopra descritte, non riescono a spiegare l'abbondanza di deuterio nel cosmo, perché il deuterio subisce facilmente la fusione nucleare nelle stelle e non ci sono processi astrofisici conosciuti diversi dal Big Bang stesso che lo possono produrre in grande quantità. Di qui il fatto che il deuterio non sia un componente estremamente raro dell'universo suggerisce che questi abbia un'età finita.
Teorie che affermano che l'universo abbia una vita finita, ma che il Big Bang non si sia verificato, hanno problemi con l'abbondanza di elio-4. La quantità rilevata di 4He è di gran lunga superiore a quella che avrebbe dovuto essere creata da stelle o da qualsiasi altro processo conosciuto. Al contrario, l'abbondanza di 4He nei modelli del Big Bang risulta indifferente alle ipotesi di densità barionica, cambiando solo una piccola percentuale mentre la densità dei barioni cambia di parecchi ordini di grandezza. Il valore rilevato di 4He sembra essere compreso nell'intervallo calcolato.